# Ryan Johansson
Ryan Nils Johansson, más conocido como Ryan Johansson, (Luxemburgo, Luxemburgo, 15 de febrero de 2000) es un futbolista luxemburgués, nacionalizado irlandés, que juega como centrocampista en el SV Wehen Wiesbaden de la 3. Liga de Alemania. Su hermano Sean Johansson es también futbolista.

## Carrera deportiva

### Clubes
Formado en la cantera de varios equipos de otros tantos países, Ryan Johansson se convierte en un trotamundos del fútbol antes de firmar su primer contrato profesional con el Sevilla Atlético en el mercado de invierno de la Temporada 2019/20, en la que ya estuvo entrenando con el primer equipo a pesar de tener ficha del filial sevillista
Empezó jugando en las categorías inferiores del US Hostert y Racing Union Luxemburgo para pasar luego a la prestigiosa academia FC Metz en 2015. Pero su tiempo en Francia fue relativamente breve ya que el Bayern Múnich se hizo con sus servicios al año siguiente para formar parte de la plantilla Sub-17 en la que jugó 21 partidos, marcó un gol y dio cinco asistencias.
La siguiente Temporada, a pesar de no estar de inicio en la plantilla Sub-19 del equipo bávaro dirigido por Sebastian Hoeneß, jugó nueve partidos seguidos en una variedad de posiciones diferentes realizando dos asistencias.También jugó la UEFA Youth League y pasó a formar parte del Bayern Múnich II.
En la temporada 2018/19 inicia la pretemporada con el primer equipo del Bayern con el que hace una gira en Estados Unidos en la que disputó partidos contra Manchester City, Juventus y PSG. También en la pretemporada 2020/21 es requerido por el Sevilla FC de Julen Lopetegui junto a sus compañeros Carlos Álvarez y Antonio Zarzana. La siguiente temporada vuelve a formar parte del bloque de la concentración de la pretemporada del club.
Finalmente a principios de la temporada 2021/22 se marcha cedido al Fortuna Sittard. donde apenas contó con oportunidades.
De vuelta al filial sevillista, fue fundamental para salvar la categoría del club. En agosto de 2023, tras no hacerse con un hueco en el primer equipo, con el que solo jugó amistosos; ficha por el SC Freiburg II. Marcaba su primer gol en la segunda jornada contra el Arminia Biefeld.
Tras una temporada en el filial de los Breigau-Brasilianer fichó por el recién descenddido a la 3. Liga SV Wehen Wiesbaden.

### Selección
Aunque su decisión era jugar con Irlanda se encuentra buscando asesoramiento legal para poder hacerlo pues Luxemburgo y la FIFA se lo impedieron porque jugó para Luxemburgo antes de pasar formalmente por el proceso de asegurar la ciudadanía irlandesa.
Finalmente en mayo de 2021 se vuelve seleccionable para Irlanda.
Así pues ha jugado con las selección en las categorías de tres países. Las categorías sub-16, sub-17, sub-19 y sub-21 de Luxemburgo, la sub-16 sueca y la irlandesa sub-19 y sub-21.

## Estadísticas
A último partido jugado el 18 de mayo de 2024
| Club                            | Temporada     | Liga  | Liga  | Liga   | Copas nacionales(1) | Copas nacionales(1) | Copas nacionales(1) | Supercopa | Supercopa | Supercopa | Internacional internacionales(2) | Internacional internacionales(2) | Internacional internacionales(2) | Total | Total | Total  | Media goleadora |
| Club                            | Temporada     | Part. | Goles | Asist. | Part.               | Goles               | Asist.              | Part.     | Goles     | Asist.    | Part.                            | Goles                            | Asist.                           | Part. | Goles | Asist. | Media goleadora |
| ------------------------------- | ------------- | ----- | ----- | ------ | ------------------- | ------------------- | ------------------- | --------- | --------- | --------- | -------------------------------- | -------------------------------- | -------------------------------- | ----- | ----- | ------ | --------------- |
| Bayern Múnich Sub-19 · Alemania | 2018-19       | 19    | 1     | 3      | 2                   | 0                   | 0                   | 0         | 0         | 0         | 4                                | 0                                | 1                                | 25    | 1     | 4      | 0.04            |
| Bayern Múnich Sub-19 · Alemania | 2020          | 13    | 2     | 7      | 1                   | 0                   | 0                   | 0         | 0         | 0         | 5                                | 2                                | 0                                | 19    | 4     | 7      | 0.21            |
| Bayern Múnich Sub-19 · Alemania | Total club    | 32    | 3     | 10     | 3                   | 0                   | 0                   | 0         | 0         | 0         | 9                                | 2                                | 1                                | 44    | 5     | 11     | 0.11            |
| Sevilla At. · España            | 2020          | 6     | 0     | 1      | -                   | -                   | -                   | -         | -         | -         | -                                | -                                | -                                | 6     | 0     | 1      | 0               |
| Sevilla At. · España            | 2020/21       | 9     | 0     | 1      | -                   | -                   | -                   | -         | -         | -         | -                                | -                                | -                                | 9     | 0     | 1      | 0               |
| Sevilla At. · España            | 2022/23       | 24    | 2     | 0      | -                   | -                   | -                   | -         | -         | -         | -                                | -                                | -                                | 24    | 2     | 0      | 0.08            |
| Sevilla At. · España            | Total club    | 39    | 2     | 2      | -                   | -                   | -                   | -         | -         | -         | -                                | -                                | -                                | 39    | 2     | 2      | 0.05            |
| Fortuna Sittard · Países Bajos  | 2021-22       | 6     | 0     | 0      | 2                   | 0                   | 0                   | -         | -         | -         | -                                | -                                | -                                | 8     | 0     | 0      | 0               |
| Fortuna Sittard · Países Bajos  | Total club    | 6     | 0     | 0      | 2                   | 0                   | 0                   | -         | -         | -         | -                                | -                                | -                                | 8     | 0     | 0      | 0               |
| SC Freiburg II · Alemania       | 2023-24       | 27    | 2     | 4      | -                   | -                   | -                   | -         | -         | -         | -                                | -                                | -                                | 27    | 2     | 3      | 0.07            |
| SC Freiburg II · Alemania       | Total club    | 27    | 2     | 4      | 0                   | 0                   | 0                   | 0         | 0         | 0         | 0                                | 0                                | 0                                | 27    | 2     | 4      | 0.07            |
| SV Wehen · Alemania             | 2024-25       | 0     | 0     | 0      | 0                   | 0                   | 0                   | -         | -         | -         | -                                | -                                | -                                | 0     | 0     | 0      | 0               |
| SV Wehen · Alemania             | Total club    | 0     | 0     | 0      | 0                   | 0                   | 0                   | 0         | 0         | 0         | 0                                | 0                                | 0                                | 0     | 0     | 0      | 0               |
| Total carrera                   | Total carrera | 104   | 7     | 16     | 5                   | 0                   | 0                   | 0         | 0         | 0         | 9                                | 2                                | 1                                | 118   | 9     | 17     | 0.08            |

## Palmarés

### Nacionales
| Título              | Club              | País                | Año     |
| ------------------- | ----------------- | ------------------- | ------- |
| Regionalliga Bayern | Bayern München II | Bandera de Alemania | 2018-19 |
| 3. Liga             | Bayern München II | Bandera de Alemania | 2019-20 |
| 1. Bundesliga       | Bayern München    | Bandera de Alemania | 2019-20 |
| Copa de Alemania    | Bayern München    | Bandera de Alemania | 2019-20 |

### Internacionales
| Título                       | Club           | Sede     | Año     |
| ---------------------------- | -------------- | -------- | ------- |
| Liga de Campeones de la UEFA | Bayern München | Portugal | 2019-20 |